# 桑古狗母魚
桑古狗母魚，為輻鰭魚綱仙女魚目合齒魚亞目合齒魚科的其中一種，分布於西太平洋的印尼海域，棲息深度可達100公尺，體長可達11.6公分，為底棲性魚類，屬肉食性，生活習性不明。